# Mykola Zerov
Mykola Kostiantynovytch Zerov (en ukrainien : Микола Костянтинович Зеров ; en russe : Николай Константинович Зеров, Nikolaï Konstantinovitch Zerov), né le 26 avril 1890 à Zinkiv dans le gouvernement de Poltava et mort fusillé le 3 novembre 1937 à Sandarmokh en Carélie, est un poète, traducteur, philologue, érudit et critique littéraire ukrainien, considéré comme l'une des figures marquantes de la Renaissance fusillée.

## Biographie
Mykola Zerov étudie la philologie à l'université Saint-Vladimir de Kiev. Rédacteur en chef de la revue bibliographique Knyhar de 1917 à 1920, il est aussi professeur de littérature ukrainienne à l'Institut d'architecture de Kiev (1918–1920), au technicum (en) coopératif de Kiev (1923–1925) et à l'Institut d'éducation populaire de Kiev (1923–1935), tout en enseignant la théorie de la traduction à l'Institut ukrainien d'éducation linguistique (1930-1933).
Dans les années 1920, Mykola Zerov prend part au mouvement des poètes néoclassiques ukrainiens. Malgré les exigences communistes subordonnant toutes les œuvres créatives aux principes du réalisme socialiste, le mouvement néoclassique met l'accent sur la production de « grand art » pour un public instruit et hautement alphabétisé. Mykola Zerov, en particulier, évite la politique contemporaine dans sa poésie, se concentrant sur des thèmes esthétiques et historiques classiques et adoptant une structure poétique serrée et complexe. Il participe par ailleurs aux activités de la Renaissance fusillée. Cette approche s'avère finalement fatale : Zerov, avec de nombreux autres écrivains ukrainiens de l'époque, est arrêté par le NKVD en avril 1935 et condamné à dix ans d'emprisonnement. Il est déporté au camp de prisonniers de Solovki. Une troïka spéciale du NKVD de la région de Leningrad le condamne à mort le 9 octobre 1937. Il est fusillé le 3 novembre 1937 à Sandarmokh, en Carélie.
Mykola Zerov est officiellement réhabilité en 1958 et des extraits de ses œuvres poétiques sont publiés en 1966, mais l'hostilité des critiques officiels soviétiques fait obstacle à une réhabilitation complète.